# Mikulov (district de Teplice)
Pour les articles homonymes, voir Mikulov (homonymie).
Mikulov (en allemand : Niklasberg) est une commune du district de Teplice, dans la région d'Ústí nad Labem, en Tchéquie. Sa population s'élevait à 229 habitants en 2021.

## Géographie
Měrunice se trouve dans les monts Métallifères, à 10 km au nord-est de Teplice, à 24 km l'ouest d'Ústí nad Labem et à 86 km au nord-ouest de Prague.
La commune est limitée par l'Allemagne au nord, par Košťany à l'est, par Hrob au sud et par Moldava à l'ouest.

## Histoire
La première mention écrite de la localité date du XVe siècle.

## Galerie

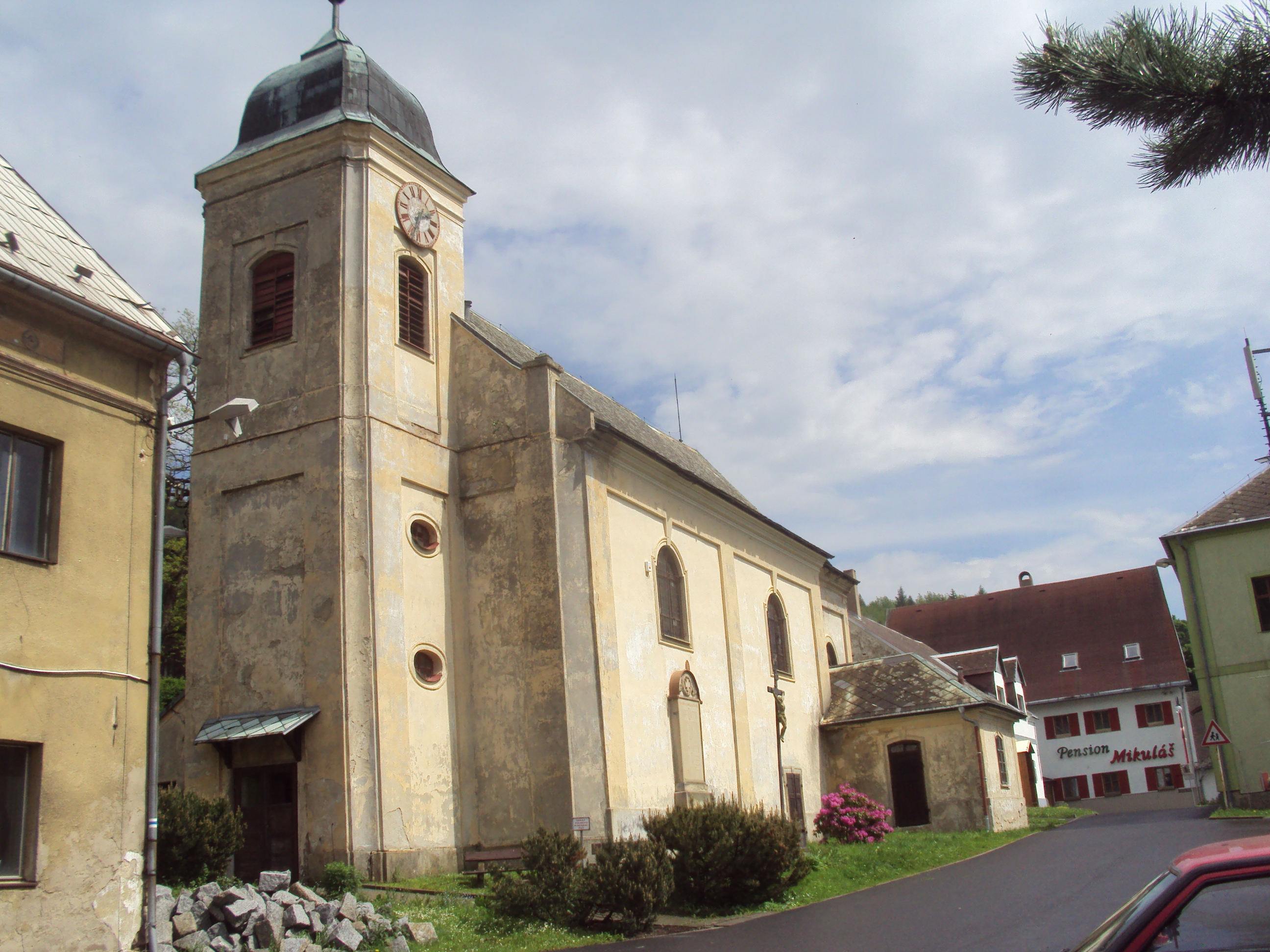
Église Saint-Nicolas.
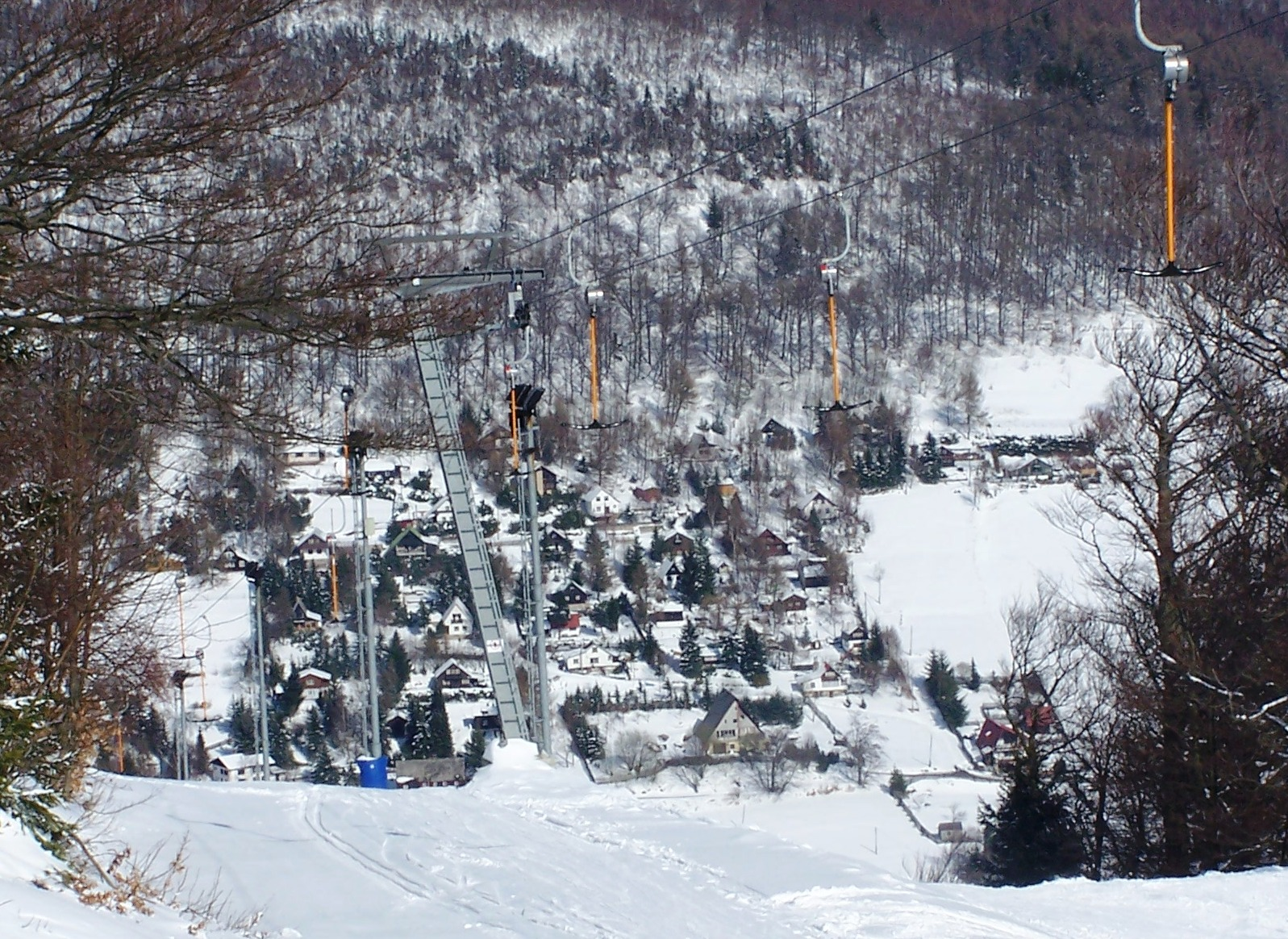
Mikulov en hiver.

## Transports
Par la route, Měrunice se trouve à 14 km de Teplice, à 30 km d'Ústí nad Labem et à 104 km de Prague.